# Хоров (село)
Хоров (укр. Хорів) — село в Острожской городской общине Ровненского района Ровненской области Украины.
До 2020 года входило в Острожский район.
Близ села протекает река Горынь (приток Припяти).
Население по переписи 2001 года составляло 1358 человек. Почтовый индекс — 35840. Телефонный код — 3654. Код КОАТУУ — 5624288801.

## Известные уроженцы
- Евгений Михайлович Басюк — поручик УПА, участник боя под Гурбами. После плена пошел на активное сотрудничество с НКВД.